# 보은여자중학교
보은여자중학교(報恩女子中學校)는 대한민국 충청북도 보은군 보은읍 교사리에 있는 공립 중학교이다.

## 학교 연혁
- 1961년 6월 15일 : 보은여자중학교 개교
- 1994년 11월 27일 : 강당 신축
- 1999년 12월 24일 : 급식실 신축
- 2005년 8월 24일 : 과학실 리모델링
- 2010년 10월 28일 : 본관 리모델링
- 2011년 9월 20일 : 도서실 리모델링
- 2014년 6월 24일 : 미소관 개관
- 2019년 12월 24일 : 모델학교 숲(하랑뜰) 조성
- 2023년 9월 1일 : 제24대 최인길 교장 부임
- 2024년 2월 7일 : 제63회 졸업식(53명) 졸업생 누계 13,455명
- 2024년 3월 4일 : 2024학년도 입학식(67명)

## 참고 자료
- 보은여자중학교 - 한국교육학술정보원 학교알리미